# Björnflisan

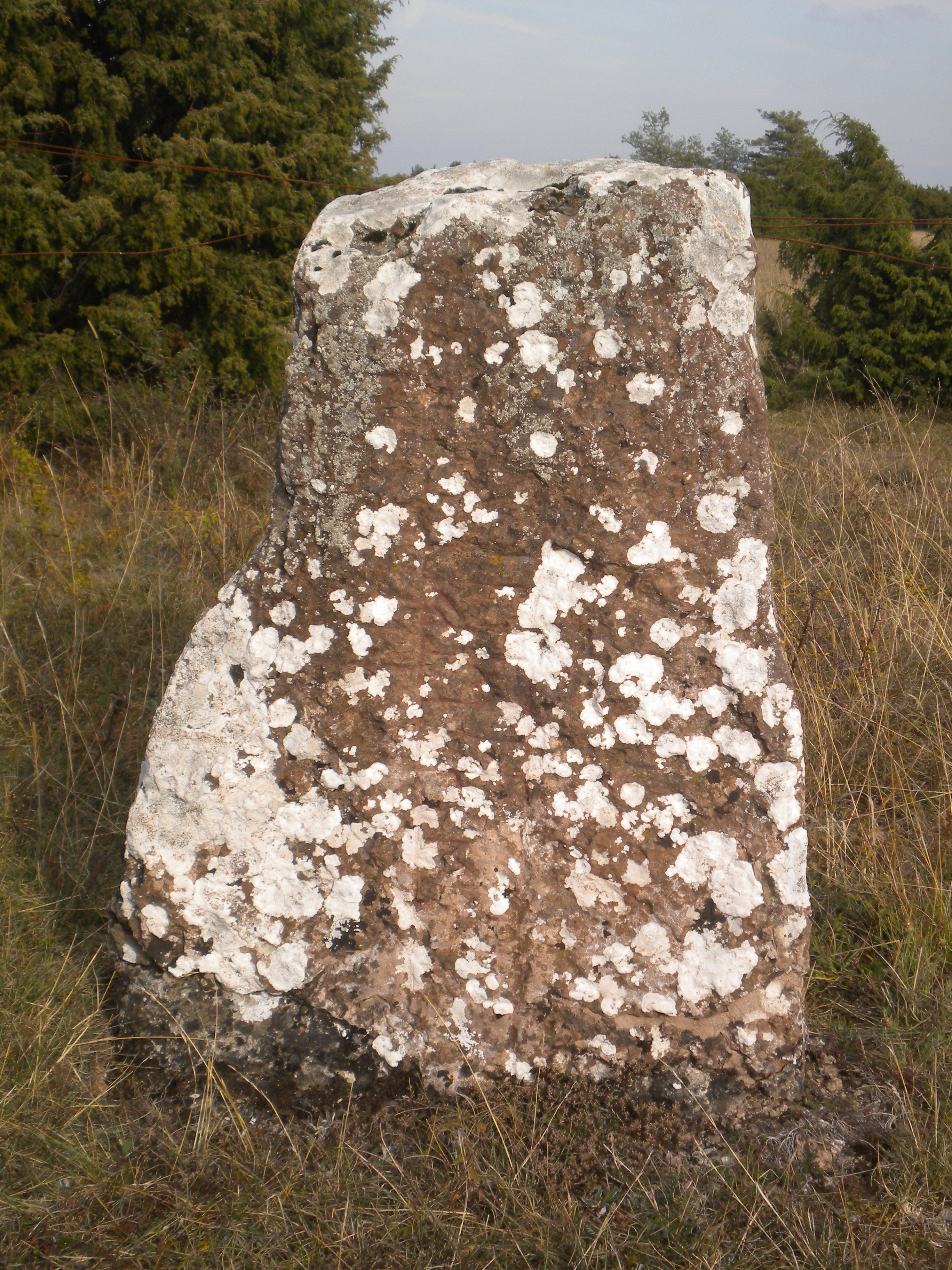
Björnflisan

Björnflisan (Öl 25) ist ein Runenstein auf der schwedischen Ostseeinsel Öland. Der mit Runen beschriftete Stein befindet sich im nördlichen Teil des Stora Alvaret an einem alten durch das Alvar führenden Weg. Westlich befindet sich die Wüstung Dröstorp, östlich liegt Skarpa Alby.
Ungefähr ein Drittel des Steins fehlt. Die dadurch nicht mehr vollständige Inschrift lautet übersetzt: Jörund errichtete den Stein für seinen Bruder … Nach Johannes Haquini Rhezelius (gest. 1666) hieß der Stein 1634 noch Åbjörnaflisan, eine von einem Personennamen abgeleitete Bezeichnung, während sich der heutige Name mit „Bärenstein“ übersetzen lässt.